# Up (Pop Evil)
Up è il quarto album in studio del gruppo rock statunitense Pop Evil, pubblicato nel 2015.

## Tracce
1. Footsteps – 4:22
2. Core – 4:15
3. In Disarray – 3:45
4. Take It All – 3:18
5. Ghost of Muskegon – 3:58
6. If Only for Now – 3:50
7. ... – 0:30
8. Ways to Get High – 3:12
9. Lux – 3:23
10. Vendetta – 3:39
11. Dead in the Water – 5:39
12. Seattle Rain – 4:17
13. Til Kingdom Come – 5:39

## Formazione
- Leigh Kakaty - voce
- Nick Fuelling - chitarra, cori
- Davey Grahs - chitarra, cori
- Chachi Riot - batteria
- Matt DiRito - basso, cori